# Vélúr
Vélúr (tamilsky வேலூர், anglicky Vellore) je město v Tamilnádu, jednom ze svazových států Indie. K roku 2011 v něm žilo přibližně 185 tisíc obyvatel a bylo správním střediskem svého okresu.

## Poloha
Vélúr leží na řece Pálár ve vzdálenosti (po silnici) přibližně 140 kilometrů západně od Čennaí ve výšce přibližně 200 metrů nad mořem.

## Obyvatelstvo
Z hlediska náboženství převažuje hinduismus se 70 % obyvatelstva, následují islám (cca 24 %) a křesťanství (cca 5 %). Z hlediska rodného jazyka převažuje tamilština (cca 71 %), následují urdština (21 %) a telugština (6 %).

## Kultura
Od roku 1953 je Vélúr sídlem římskokatolické diecéze vélúrské.